# Clay City (Indiana)
Clay City es un pueblo ubicado en el condado de Clay en el estado estadounidense de Indiana. En el Censo de 2010 tenía una población de 861 habitantes y una densidad poblacional de 615,62 personas por km².

## Geografía
Clay City se encuentra ubicado en las coordenadas 39°16′37″N 87°6′46″O / 39.27694, -87.11278. Según la Oficina del Censo de los Estados Unidos, Clay City tiene una superficie total de 1.4 km², de la cual 1.4 km² corresponden a tierra firme y (0%) 0 km² es agua.

## Demografía
Según el censo de 2010, había 861 personas residiendo en Clay City. La densidad de población era de 615,62 hab./km². De los 861 habitantes, Clay City estaba compuesto por el 99.19% blancos, el 0% eran afroamericanos, el 0% eran amerindios, el 0.12% eran asiáticos, el 0% eran isleños del Pacífico, el 0% eran de otras razas y el 0.7% pertenecían a dos o más razas. Del total de la población el 0.7% eran hispanos o latinos de cualquier raza.